# Katedra św. Piotra, Pawła i Andrzeja w Peterborough
Katedra św. Piotra, Pawła i Andrzeja w Peterborough (ang. Cathedral Church of St Peter, St Paul and St Andrew) znana także jako Katedra Peterborough (ang. Peterborough Cathedral) lub Katedra św. Piotra (ang. Saint Peter’s Cathedral) – katedra Kościoła Anglii znajdująca się w Peterborough, której patronami są Piotr Apostoł, Paweł z Tarsu oraz Andrzej Apostoł; ich podobizny zdobią zachodni fronton budynku. Zbudowana w okresie anglosaskim, została przebudowana w stylu normandzkim w XII wieku. Do reformacji funkcjonowała jako opactwo benedyktyńskie. Wraz z katedrami w Durham i Ely jest jednym z najważniejszych, a przy tym nienaruszonych, zabytków architektonicznych z tamtych czasów.

## Historia

### Okres anglosaski

Opactwo w Peterborough w czasach Mercji

Pierwotnie osada nosiła nazwę Medeshamstede (st.ang. „gospodarstwo wśród łąk”), jednak brak dowodów na istnienie jakichkolwiek budynków przed powstaniem klasztoru. Ten został zbudowany około 654 lub 655 roku za panowania anglosaskiego króla Peady lub, jak chce „Kronika anglosaska”, za Wulfhera, w związku z przejściem na chrześcijaństwo rodziny królewskiej; był to jeden z pierwszych ośrodków chrześcijaństwa w centralnej Anglii, później dzierżący prym w konfederacji ówczesnych, mercjańskich klasztorów. Pierwszym opatem mianowano Saxwulfa, earla na dworze króla, i obarczono odpowiedzialnością za budowę. Osada klasztorna oraz kościół przetrwały przynajmniej do 869 lub 870 roku, kiedy zostały zniszczone przez duńskich wikingów. Nielicznym mnichom udało się zbiec z rzezi i ukryć się w pobliskim Crowland. Po odpłynięciu wikingów powrócili do zgliszczy i pogrzebali ciała. Mimo obrania nowego opata, klasztor pozostał opuszczony przez następne 100 lat.
Na fali trwającego od połowy X wieku renesansu życia klasztornego – biskup Winchesteru Etelwold ufundował wówczas benedyktyńskie opactwa w Peterborough (966), Crowland (966), Ely (970), Ramsey (971) i Thorney (972) – rozpoczęto odbudowę, dzięki poparciu króla Edgara Spokojnego. Po jej ukończeniu w 972 roku król, wraz arcybiskupem Canterbury Dunstanem i arcybiskupem Yorku Oswaldem przybył na inspekcję, nadając przy tym nowy statut, potwierdzający dawne przywileje. Odbudowane opactwo otrzymało miano Burgh (ang. burgh /ˈbʌrə/) oraz patronat Piotra Apostoła przez co otaczająca ją osada niebawem została przemianowana na Peter-burgh.
Punktem zbiorczym nowego kościoła była kamienna wieża zachodnia uwieńczona dachem hełmowym. Do dzisiejszych czasów przetrwała jedynie mała część anglosaskich fundamentów pod południowym transeptem, zachowało się jednak kilka artefaktów – jednym z nich jest rzeźbiony „Kamień Heddy”.
W 2008 roku robotnicy naprawiający mur oddzielający katedrę od miasta znaleźli pozostałości anglosaskich grobów, datowanych na XI wiek i należących najprawdopodobniej do mieszczan.

### Od najazdu normańskiego do reformacji

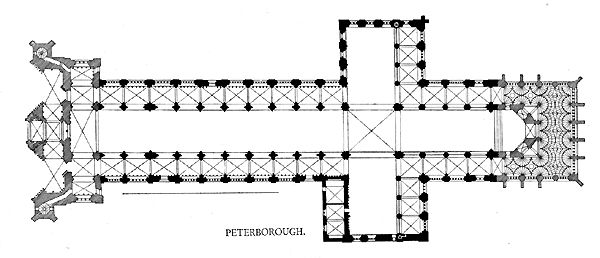
Plan katedry

Budowla została naprawiona po uszkodzeniach wywołanych podczas najazdu Normanów, kiedy klasztor został złupiony i podpalony przez Herewarda Banitę (nb. bratanka ówczesnego opata Branda). Ernulf, będący opatem w latach 1107–1114, jest odpowiedzialny za ukończenie dormitorium, refektarza oraz kapitularza. Wynegocjował także, iż lokalni właściciele ziemscy zaczęli płacić na rzecz klasztoru dziesięcinę – kiedy w 1114 roku został biskupem Rochesteru klasztor otrzymywał dziesięciny z 40 800 akrów ziemi.
4 sierpnia 1116 roku wybuchł pożar, który strawił niemal całe opactwo wraz z osadą przyklasztorną. Żyjący ówcześnie mnich i kronikarz, Hugo Candidus tak opisuje to wydarzenie:

Drugiego dnia non sierpniowych, będącego wigilią św. Oswalda, króla i męczennika, poprzez zaniedbanie cały klasztor spłonął, poza kapitularzem, dormitorium, refektarzem oraz kilku zewnętrznymi prawcowniami. Refektarz służył zaledwie od trzech dni, jako rozrywka dla biednych. Całe miasto podzieliło los klasztoru. Opat był człowiekiem porywczym, a będąc w wielkim gniewie, gdy mu przy posiłku przeszkodziło kilku braci chcących oczyścić stoły w refektarzu, przeklął dom, nieroztropnie polecił go nieprzyjacielowi ludzkości i udał się niezwłocznie, aby zająć się pewnymi kwestiami prawnymi w Castorze. Jeden ze służących, nie mogąc zgasić ognia, zagniewany rzekł „Przyjdź diable i zdmuchnij ogień”. Płomienie urosły, dotykając dachu, a poprzez pracownie dotarły do miasta. Cały kościół został pochłonięty, jak również miasto, wszystkie pomniki zostały zniszczone, zaś ogień płonął we wieży przez dziewięć dni. Dziewiątej nocy potężny wicher rozproszył płomienie i płonące węgle.

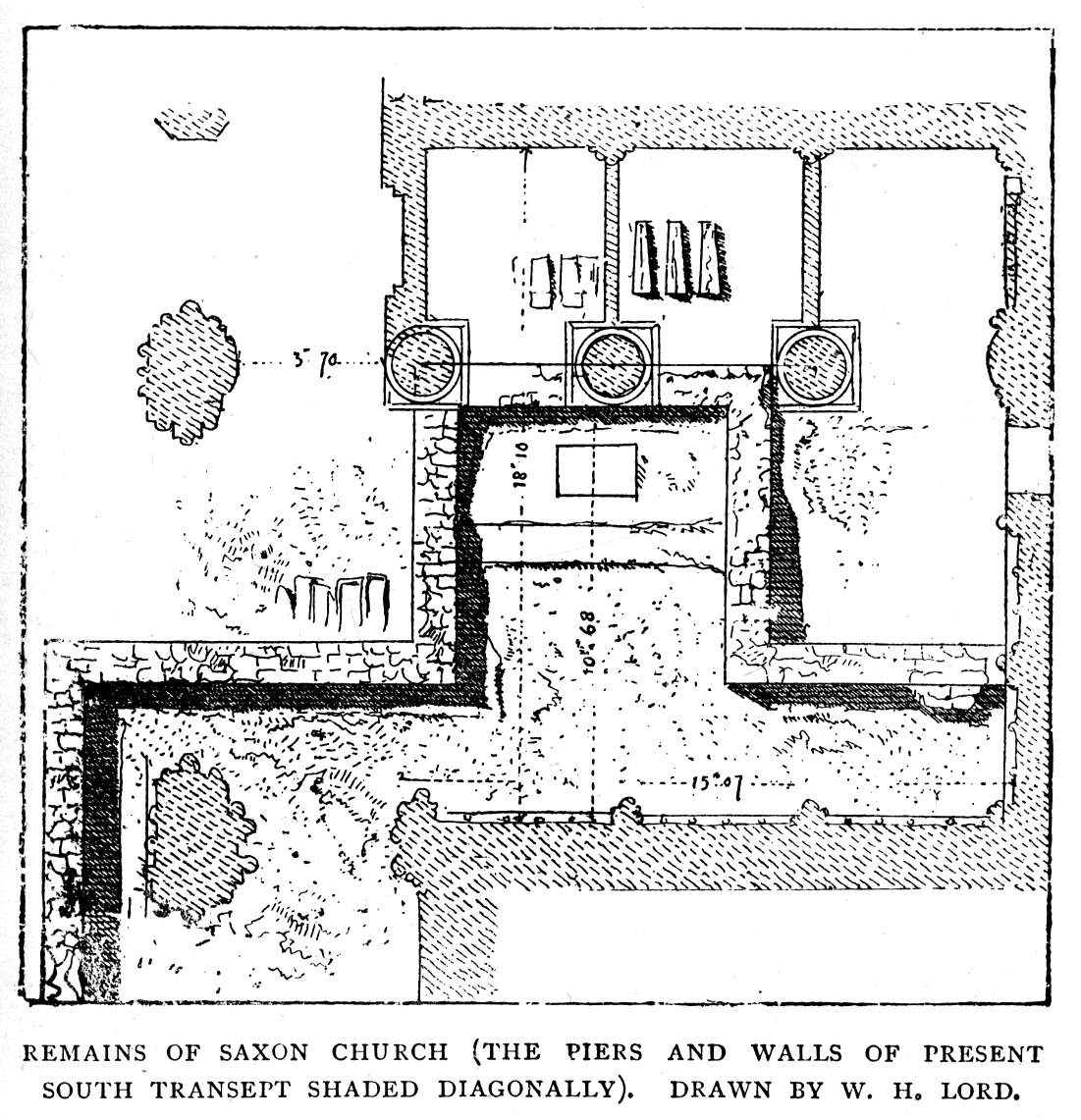
Pozostałości saskiego kościoła pod południowym transeptem dzisiejszej katedry

Budowę nowego kościoła w stylu normańskim rozpoczął 8 marca 1118 roku opat Jan z Sées (1114-1125). Wedle Candidusa, do śmierci w 1125 roku, brał czynny udział w pracach. Odbudowa została wstrzymana za czasów jego następcy, Henryka z Andegawenii, który u historyków zarobił na opinię gnuśnego i chciwego skandalisty. Dopiero pod okiem kolejnego opata, Marcina z Bec, udało się ukończyć prezbiterium, stalle, oraz wschodnie części naw bocznych i obu transeptów. W 1140 lub 1143 roku miało miejsce ponowne poświęcenie, sprowadzono także relikwie, a klasztor został ponownie zasiedlony.
Do 1193 roku kolejni opaci – Wilhelm z Waterville, wybrany przez samych mnichów były kapelan Henryka II oraz Benedykt – ukończyli transepty i nawy boczne, dobudowali dwie kaplice, szpital, główny hol, trzy kondygnacje centralnej wieży oraz dekorowany, drewniany strop. Sufit, ostatecznie wykończony między 1230 a 1250 rokiem istnieje do dziś mimo dwukrotnego przemalowywania w 1745 i 1834 roku.
Czasy opatów Andrzeja (1193-1200) i Achariusza (1200-1210) są kresem normańskiego stylu architektury i początkiem angielskiego wczesnego gotyku – okrągłe łuki portyku zostały zastąpione przez strzeliste sklepienia zaś masywne ornamentacje przez płaskorzeźby przedstawiające liście. Mimo to, budowniczowie wykańczający zachodnią część nawy starali się zachować harmonię, pomiędzy starymi a nowymi formami. Osobliwie, dopiero Robert z Lindsey (1214-1222), wielkim kosztem sfinansował wstawienie szyb do 39 okien; wcześniej wszystkie były uszczelniane słomą.
Zasługą Aleksandra z Holderness (1222-1226) jest budowa solarium oraz piwnic w pobliżu komnat opata; sfinansował także zakup kryształowego pojemnika na krew Tomasza Becketa. Związane z nim jest także następujące wydarzenie. 2 kwietnia 1830 roku robotnicy stawiający fundamenty pod nowy chór odkryli pod jedną z płyt kamienną trumnę. Wewnątrz znajdowały się obute szczątki mężczyzny w grubych szatach z pastorałem przy boku. Ten ostatni był w doskonałym stanie; z ciała została jedynie twarda cząstka w kolorze miedzi. W miejscu brakującej głowy znajdował się kawałek ołowiu z wygrawerowaną inskrypcją „ABBAS: ALEXANDR:”. Szczątki zebrano i pogrzebano w południowej nawie, naprzeciw grobowca Marii, królowej Szkotów.
Ukończony w 1237 roku zachodni transept i portyk frontowy były jednymi z ostatnich elementów przed uroczystym otwarciem. Prócz zmian w oknach, dobudowana została kruchta, będąca podparciem dla wolnostojących kolumn portyku; pomijając dodanie „nowego budynku” w XVI wieku struktura kościoła pozostaje taka sama jak 800 lat temu. 4 października 1237 roku (wedle „Kroniki z Peterborough”) lub 28 września 1238 roku (wedle Mateusza Paryżanina) świątynię konsekrował biskup Lincolnu Robert Grosseteste w towarzystwie Williama Brewera, biskupa Exeteru.
Kościół został w większej części budowany z barnackiego wapienia wydobywanego z kamieniołomów znajdujących się na terenach klasztoru; możliwość dostępu do nich była również corocznie opłacana przez budowniczych katedr w Ely i Ramsey daniną węgorzy (4000 rocznie z Ramsey).
Dzwonnica powstała za czasów Jan z Calais (1249-1262). On także ufundował wielki dzwon, którego patronem ogłosił Oswalda z Nortumbrii. Zasługą następnego opata Ryszarda z Londynu (1274-1295) są „Londyńczyki” (średniofr. Les Londreis), jak nazywały się sprowadzone przezeń z tego miasta dzwony. Prócz tego w latach 1272–1290 powstała kaplica mariacka, umiejscowiona we wschodniej części północnego transeptu, w której spoczął jej inicjator i benefaktor (na dekorację przeznaczył 5 funtów srebra i większą część rocznego dochodu) przeor Wilhelm Parys.
XIV wiek to okres adaptacji wcześniejszych struktur. W 1321 roku runęła normańska wieża klasztoru w Ely, konstrukcją podobna do tej w Peterborough. Być może przyczyniło się to do przebudowania tej ostatniej w stylu dekoracyjno-gotyckim w latach 1350–1380 (przetrwało pierwotne obelkowanie). Niezmieniane do tej pory romańskie okna zostały wypełnione maswerkami, zaś pinakle i wieżyczki usunięto, a w ich miejsce powstały blanki. W latach 1496–1508 wymieniony został dach prezbiterium, a za czasów opatów Richarda Ashtona (1438-1471) i Roberta Kirtona (1496-1528) do wschodniej, normańskiej apsydy dobudowano kwadratowy „Nowy Budynek” z prostopadłym sklepieniem wachlarzowym (zaprojektowanym przez Johna Wastella, architekta kaplicy w King’s College oraz katedry w Canterbury).

### Średniowieczne relikwie

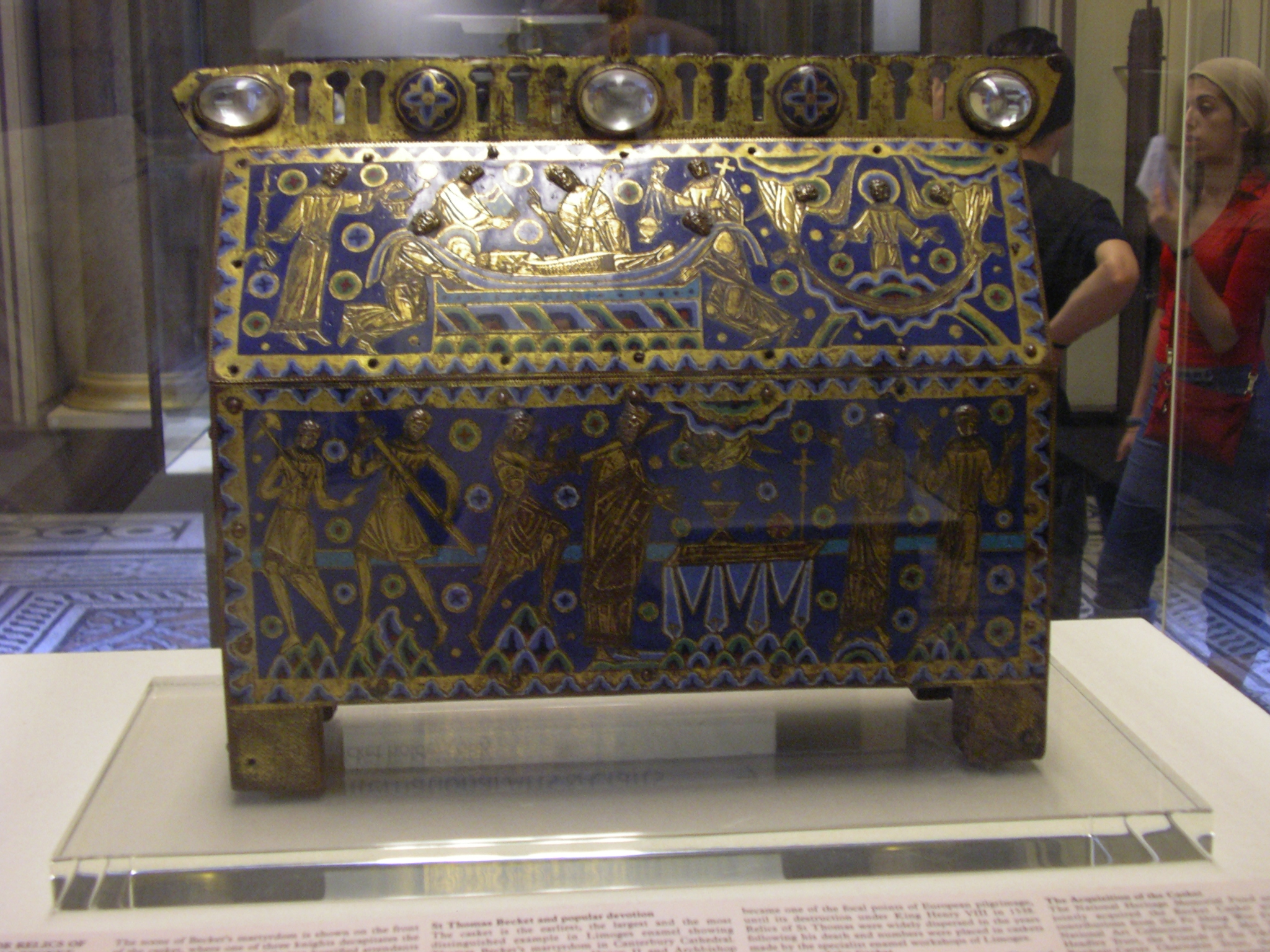
Francuska emaliowana szkatułka wykonana ok. 1180 roku, w której opat Benedykt przeniósł relikwie Tomasza Becketa do konwentu w Peterborough, kiedy został jego opatem. Obecnie znajduje się w Muzeum Wiktorii i Alberta

Dzięki żyjącemu w połowie XII wieku mnichowi, Hugonowi Candidusowi, dysponujemy szczegółowym spisem relikwii; wśród nich znajdować się miały dwie pieluszki Jezusa, część żłobka w którym się urodził, kawałek pięciu chlebów, które wykarmiły 5000 mężczyzn, kawałek szat Marii, fragment laski Aarona oraz szczątki Piotra, Pawła i Andrzeja, którym dedykowano kościół. Najsłynniejszymi jednak relikwiami były rzekoma ręka Oswalda z Nortumbrii, która zaginęła najprawdopodobniej podczas reformacji oraz szkatuła ze szczątkami Tomasza Becketa, przywiezionymi w 1170 roku przez opata Benedykta, świadka jego morderstwa i następcę.
Relikwie przydawały świątyni szczególnej wagi oraz przysparzały bogactwa – tuż przed reformacją był to szósty pod względem bogactwa monastyr w Anglii, zamieszkały przez 120 mnichów.

### Od reformacji do XIX wieku

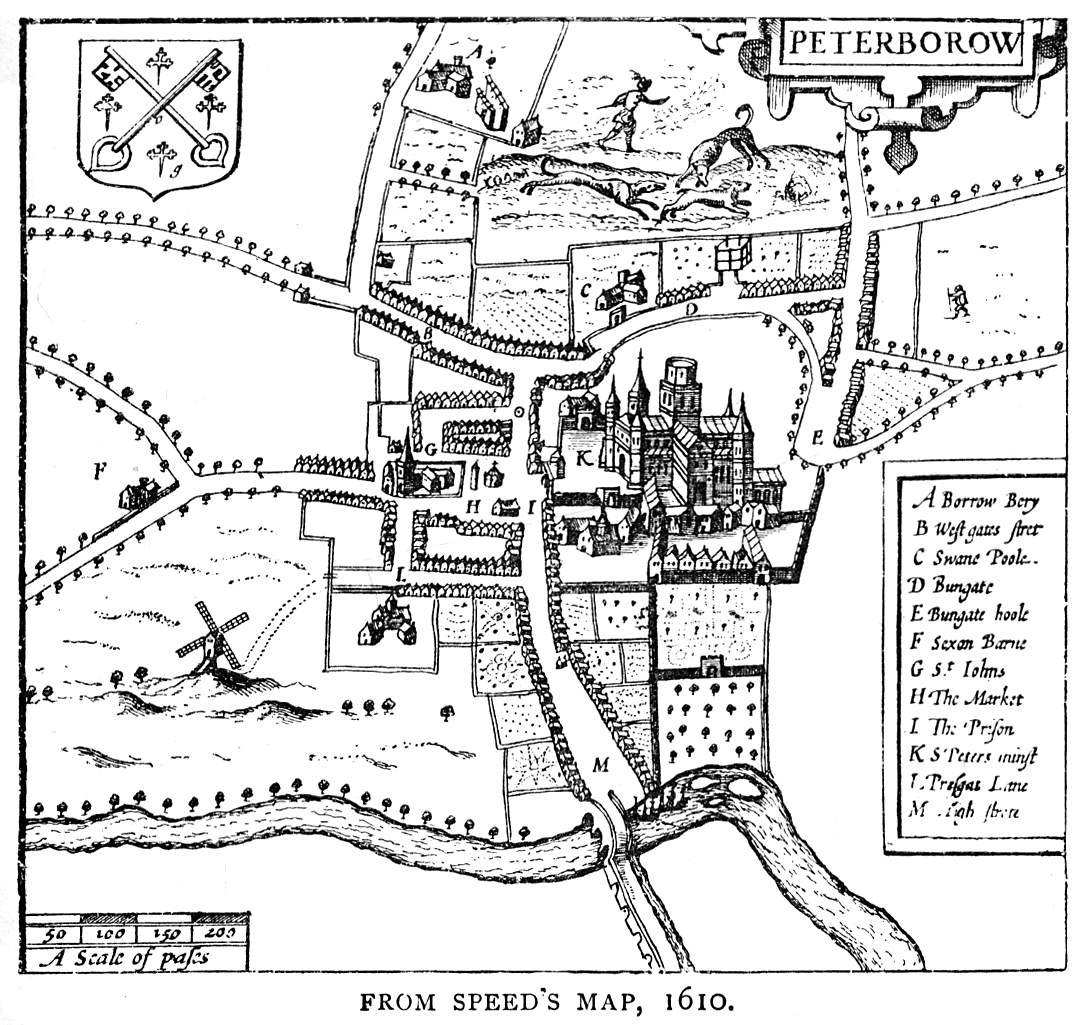
Mapa Peterborough, autorstwa Johna Speeda. Około 1610 r.

Po tym jak Henryk VIII rozwiązał zakony w 1541 roku relikwie zaginęły, lecz kościół przetrwał stając się katedrą nowej diecezji anglikańskiej; ówczesny opat, John Chambers, przychylny królewskim reformom został mianowanym biskupem i trwał na tym stanowisku przez następne 15 lat do 1556 roku. Wpływ na ustanowienie biskupstwa mógł mieć fakt, iż w 1536 roku pochowano tam Katarzynę aragońską, byłą żonę Henryka. Jej grób istnieje do dzisiaj i cieszy się popularnością odwiedzających.
W 1587 roku w katedrze pochowane zostało ciało ściętej na zamku Fotheringhay Marii I Stuart; później wszakże przeniesiono je do Opactwa Westminsterskiego na polecenie jej syna, króla Jakuba I.

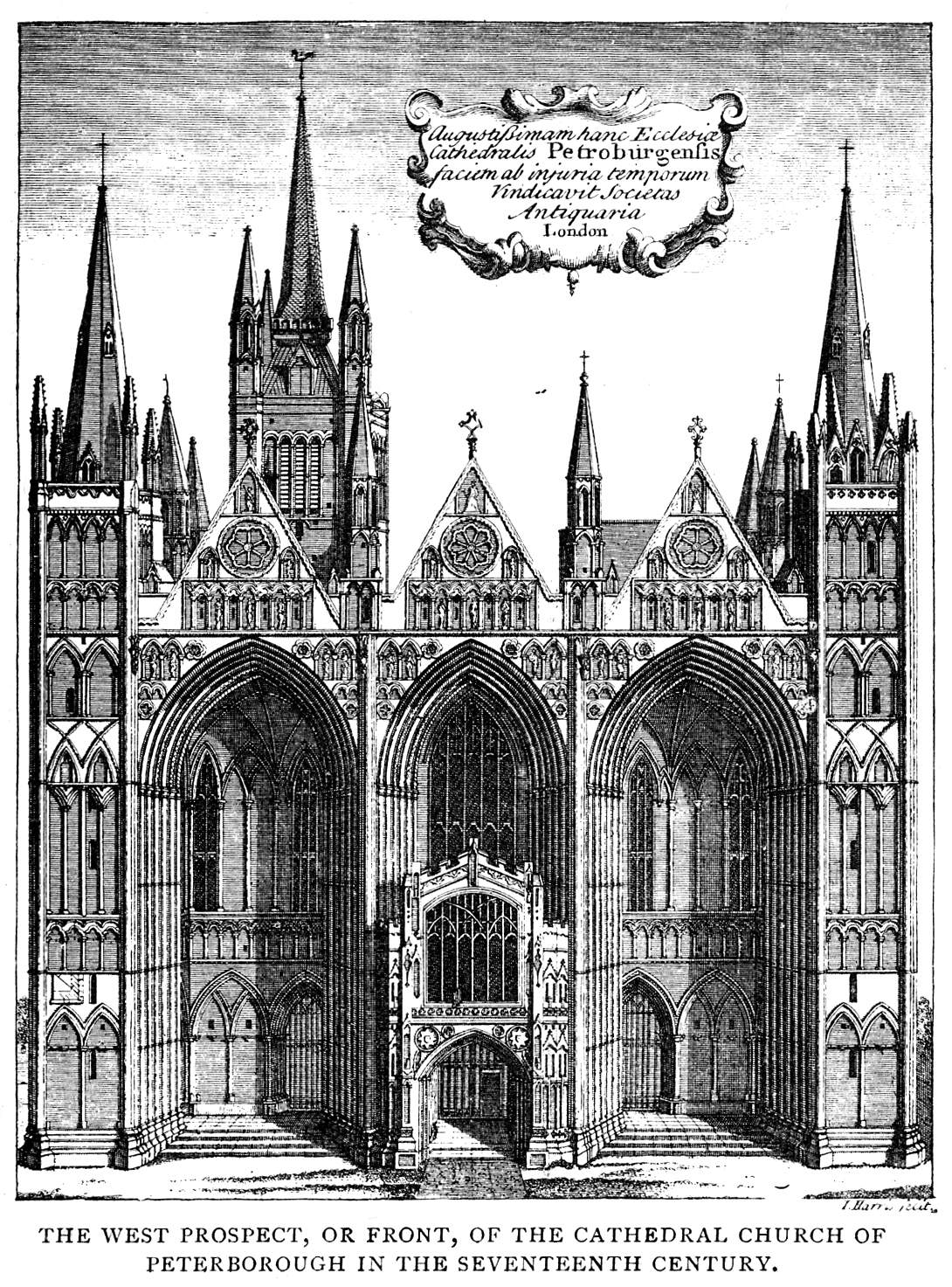
Widok z perspektywy zachodniej. Rycina z XVII wieku

W 1643 roku katedra została zdewastowana podczas angielskiej wojny domowej przez oddziały parlamentarzystów. Zniszczone zostały prawie wszystkie witraże, średniowieczne stalle, główny ołtarz i jego tło, jak również krużganek i kaplica mariacka. Uszkodzono lub zniszczono także wszystkie pomniki i nagrobki, w tym i należące do Katarzyny aragońskiej oraz Marii, królowej Szkotów.
Przez pewien czas nie czyniono żadnych starań by naprawić zdewastowany budynek. Oliver St. John, ówczesny prezes sądu spraw pospolitych, skoligacony z rodziną Cromwellów, uzyskał prawa do katedry i przekazał ją miastu jako kościół parafialny; pierwotny kościół parafialny popadł w ruinę.
Część zniszczeń naprawiono w XVII i XVIII wieku. W 1883 roku rozpoczęto zakrojone na szeroką skalę prace renowacyjne, podczas których pod okiem Johna Loughborougha Pearsona kompletnie przebudowano wewnętrzne kolumny, prezbiterium oraz zachodni fronton. Prócz tego dodane zostały ręcznie rzeźbione stalle i pulpit, katedra oraz marmurowe posadzki i ołtarz. Z centralnej wieży zniknęły blanki co obniżyło jej wysokość.

### Współczesność
Wczesnym wieczorem 22 listopada 2001 roku w katedrze wybuchł pożar; początkowo uważano, że został wzniecony celowo wśród plastikowych krzeseł składowanych w zachodniej części nawy bocznej. Pożar wybuchł w dość pechowym momencie, jako że trwająca odnowa malowanego, drewnianego sufitu była niemal na ukończeniu. Na szczęście ogień został spostrzeżony przez kościelnego co umożliwiło szybką akcję służb pożarniczych. Oleisty dym unoszący się z plastikowych krzeseł pokrył większość budynku lepką, czarną warstwą. Centrum ognia znajdowało się w pobliżu organów – uszkodzenia spowodowane przez ogień, a następnie wodę były tak znaczne, iż instrument wymagał gruntownego remontu.
Program szeroko zakrojonej odbudowy zachodniego frontonu rozpoczął się w lipcu 2006 roku, a jego koszt wyniósł 1,25 miliona funtów. Prace skupiają się na renowacji statui ulokowanych w niszach, przez lata wystawionych na działanie przyrody i zanieczyszczeń.

## Nagrobki
- Elfric Puttoc (zm. 1051) – arcybiskup Yorku i biskup Worcesteru
- Cynesige (zm. 1060) – arcybiskup Yorku
- Aleksander z Holderness – XII-to wieczny opat Peterborough
- John Chambers (zm. 1541) – pierwszy biskup Peterborough
- Richard Howland (zm. 1584) – biskup Peterborough
- Francis Dee (zm. 1638) – biskup Peterborough
- John Towers (zm. 1649) – biskup Peterborough
- John Hinchliffe (zm. 1794) – biskup Peterborough
- William Magee (zm. 1891) – arcybiskup Yorku

## Galeria

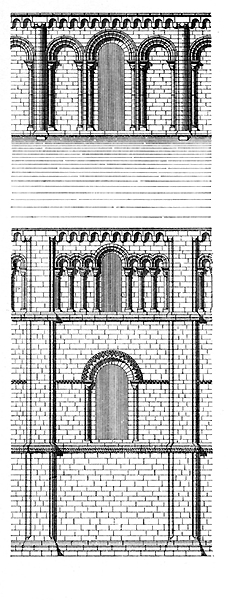
Część elewacji
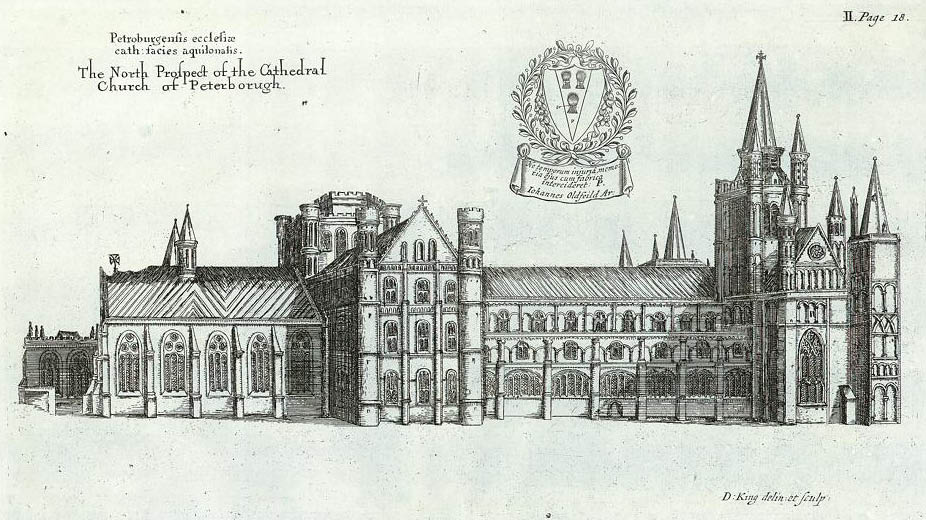
XVII-to wieczna rycina
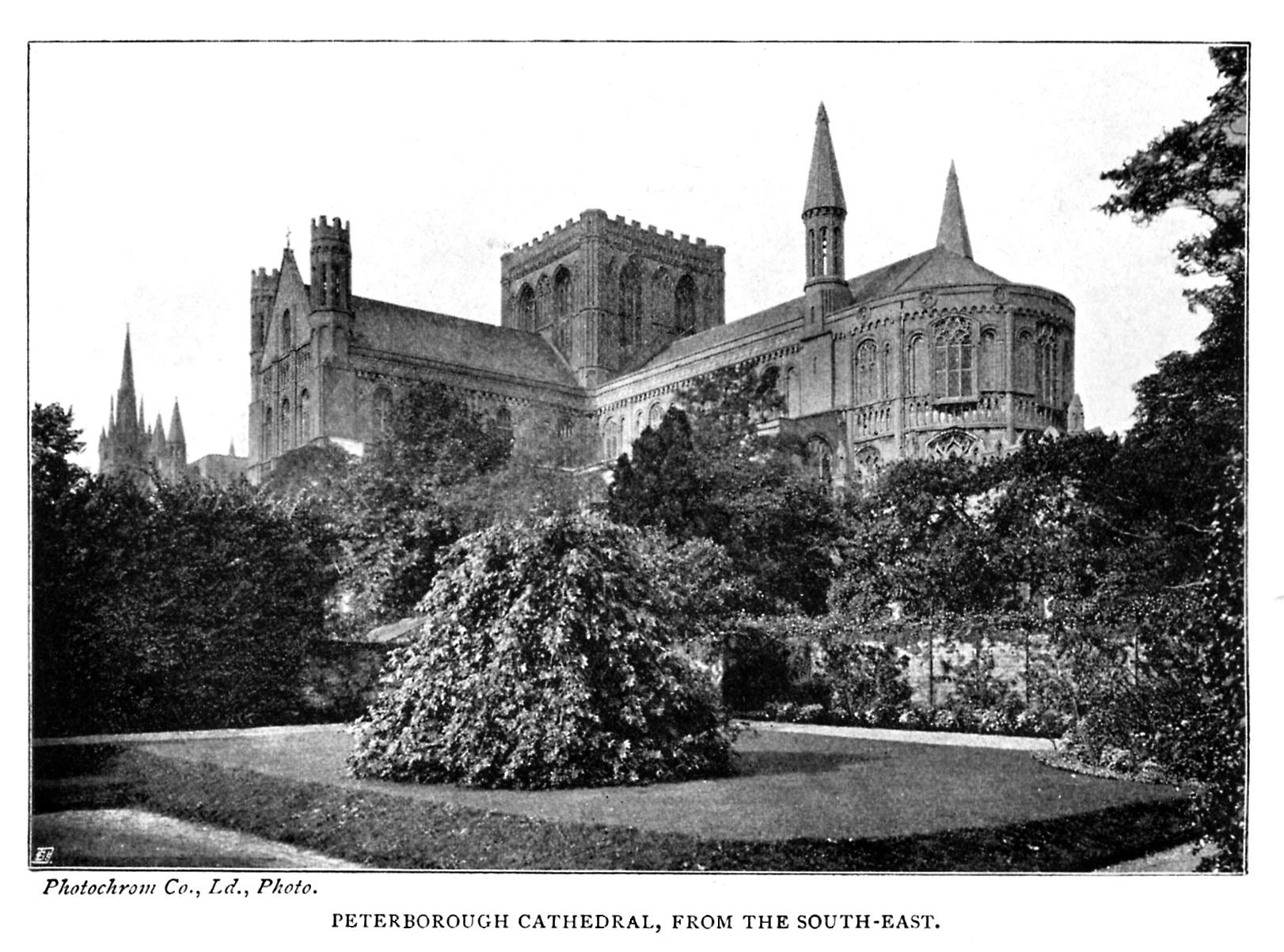
Widok od południowego wschodu, ok. 1898 roku po przebudowie z lat 1880.
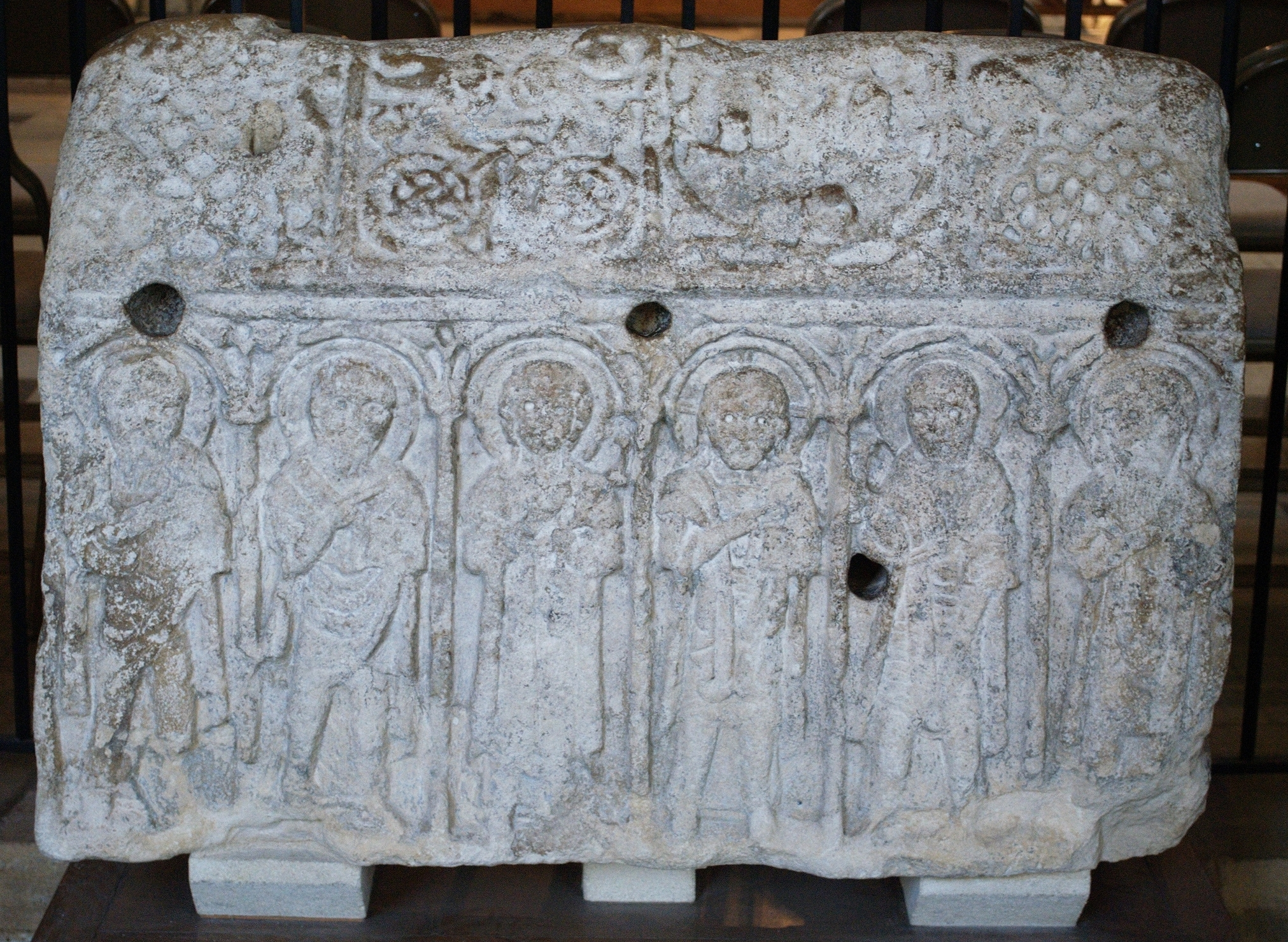
Kamień Heddy, datowany na rok 870. Płaskorzeźby przedstawiają dwunastu mnichów, mających reprezentować 84 mnichów, z opatem Heddą, którzy zostali zabici podczas duńskich najazdów.
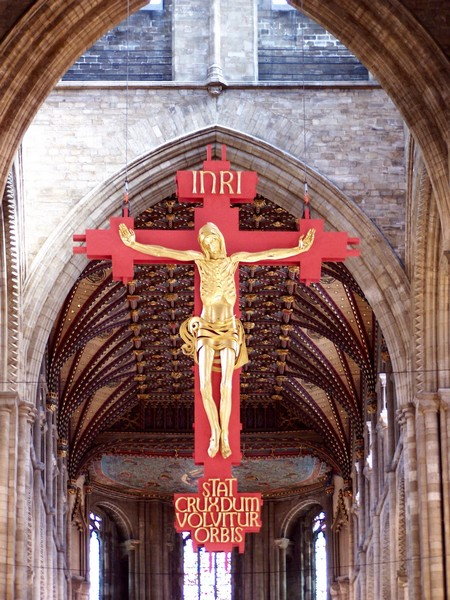
Krucyfiks zaprojektowany przez George’a Pace’a w 1975 roku; figura Jezusa autorstwa Franka Ropera.
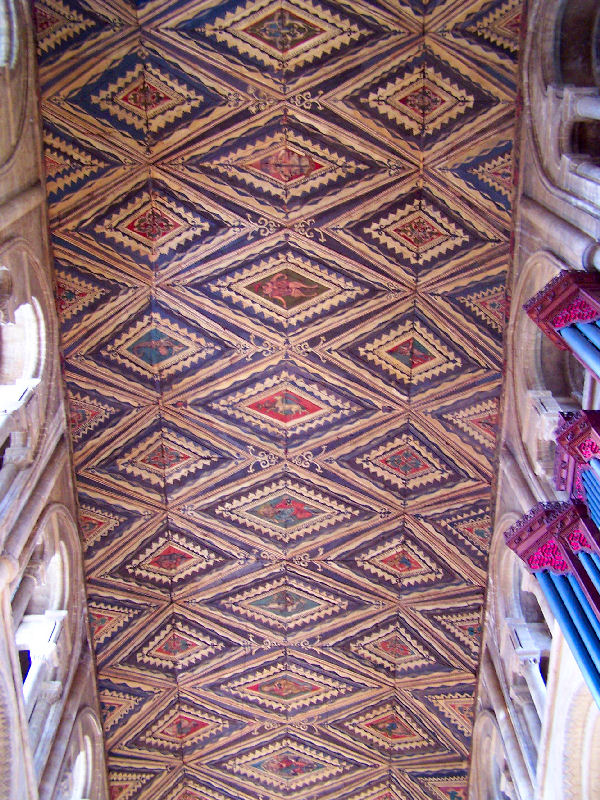
Malowany sufit nawy.
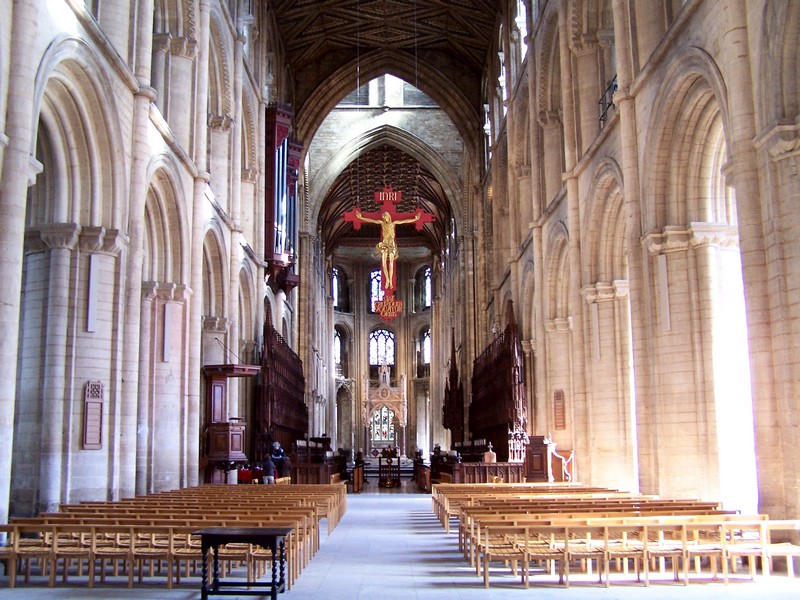
Nawa
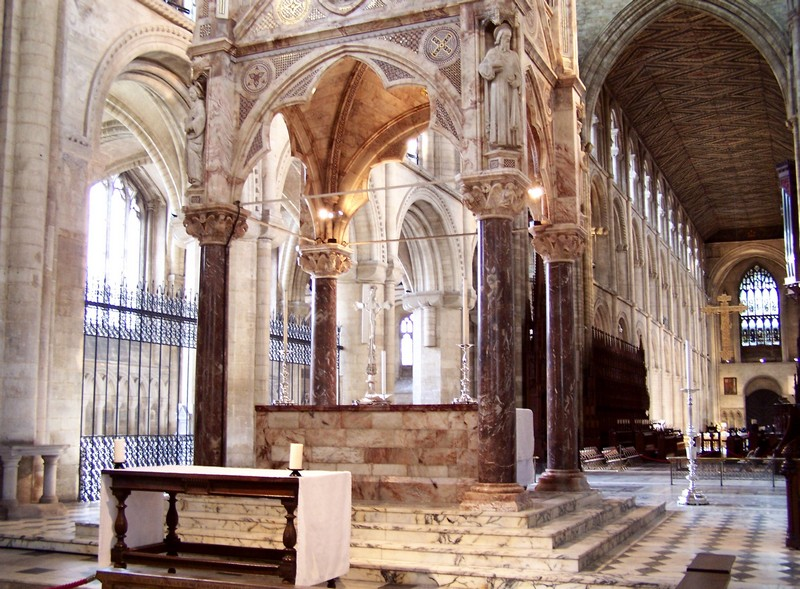
Ołtarz
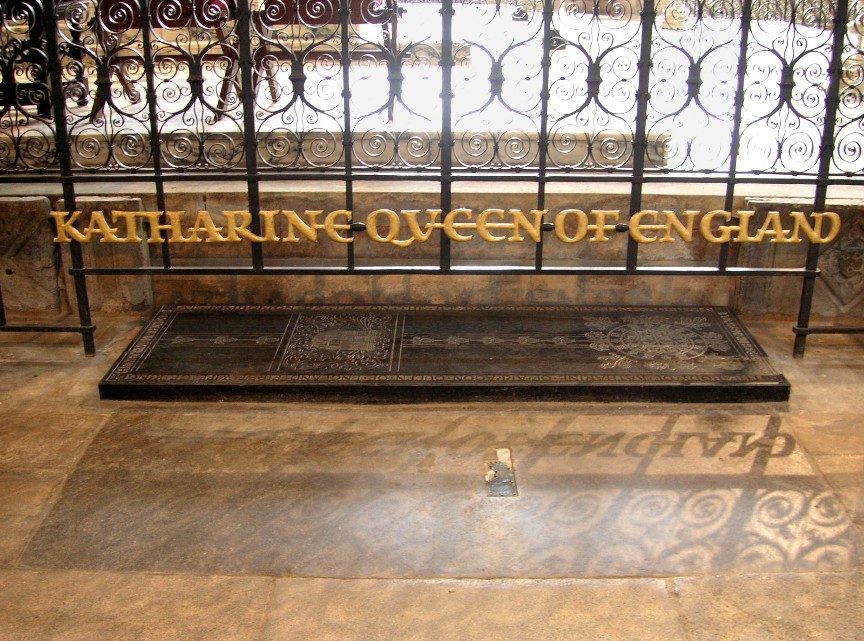
Grób Katarzyny Aragońskiej
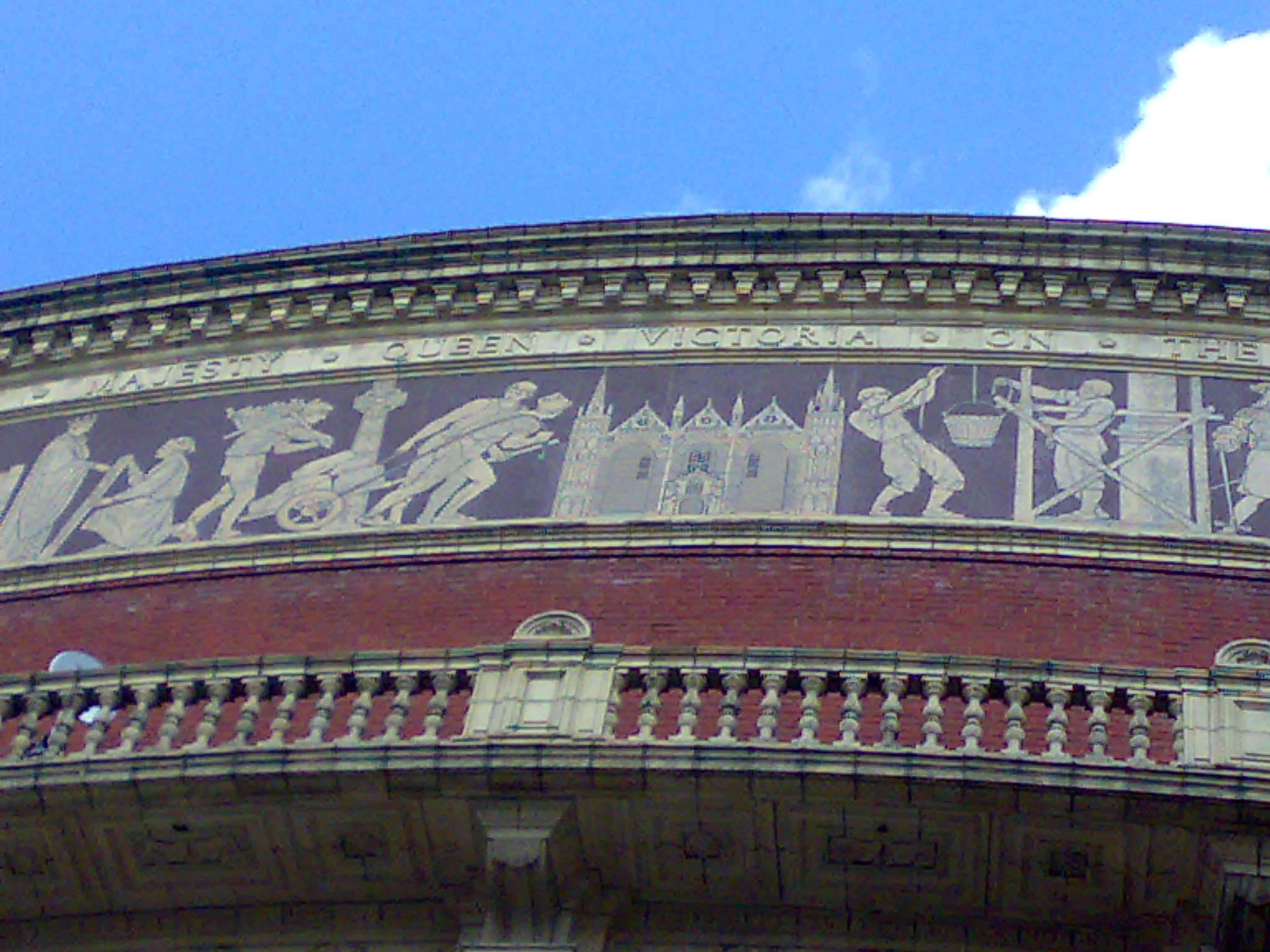
Reprezentacja katedry na fryzie Royal Albert Hall